# Groupe A du Championnat d'Europe de football 2020
Navigation
- A
- B
- C
- D
- E
- F

- Huitièmes
- Quarts
- Demies
- Finale

Le groupe A de l'Euro 2020, aura lieu du 11 au 20 juin 2021 au Stadio Olimpico à Rome et au Olimpiya Stadionu de Bakou. Le groupe est composé de l'Italie en tant que pays hôte ainsi que la Suisse, Turquie et le pays de Galles.

## Description du groupe et participants
Au début de la compétition, l'Italie fait figure de favorite du groupe A. L'équipe nationale italienne possède par ailleurs l'avantage de disputer ses trois matchs de poules à domicile, au Stadio Olimpico de Rome, et espère ainsi profiter du soutien de ses supporters.
La Turquie et la Suisse sont, elles, les outsiders de cette poule. Les deux équipes sont dans une dynamique positive au moment de commencer la compétition : la première reste sur une série de cinq matches sans défaite en 2021, la seconde sur cinq victoires depuis novembre 2020.
| Position au tirage au sort | Équipe         | Chapeau | Méthode de qualification | Date de qualification | Participations | Dernière participation | Meilleure performance passée | Classement des éliminatoires de novembre 2019 | Classement FIFA de juin 2021 |
| -------------------------- | -------------- | ------- | ------------------------ | --------------------- | -------------- | ---------------------- | ---------------------------- | --------------------------------------------- | ---------------------------- |
| A2                         | Italie         | 1       | Vainqueur du Groupe J    | 12 octobre 2019       | 10e            | 2016                   | Champion d'Europe (1968)     | 2                                             | 7                            |
| A4                         | Suisse         | 2       | Vainqueur du Groupe D    | 18 novembre 2019      | 5e             | 2016                   | Huitième-de-finaliste (2016) | 9                                             | 13                           |
| A1                         | Turquie        | 3       | Deuxième du Groupe H     | 14 novembre 2019      | 5e             | 2016                   | Demi-finaliste (2008)        | 14                                            | 29                           |
| A3                         | Pays de Galles | 4       | Deuxième du Groupe E     | 19 novembre 2019      | 2e             | 2016                   | Demi-finaliste (2016)        | 19                                            | 17                           |

## Villes et stades
| [[Fichier:Europe laea location map with borders.svg\|175px\|{{#if:\|{{{alt}}}\|Groupe A du Championnat d'Europe de football 2020 est dans la page Europe.]]Rome Bakou | Rome              | Bakou             |
| --- | ----------------- | ----------------- |
| [[Fichier:Europe laea location map with borders.svg\|175px\|{{#if:\|{{{alt}}}\|Groupe A du Championnat d'Europe de football 2020 est dans la page Europe.]]Rome Bakou | Stadio Olimpico   | Olimpiya Stadionu |
| [[Fichier:Europe laea location map with borders.svg\|175px\|{{#if:\|{{{alt}}}\|Groupe A du Championnat d'Europe de football 2020 est dans la page Europe.]]Rome Bakou | Capacité : 73 000 | Capacité : 68 700 |
| [[Fichier:Europe laea location map with borders.svg\|175px\|{{#if:\|{{{alt}}}\|Groupe A du Championnat d'Europe de football 2020 est dans la page Europe.]]Rome Bakou | Stadio Olimpico   | Stade olympique   |

## Classement
| v · m | Équipe         | Pts | J | G | N | P | Bp | Bc | Diff |
| ----- | -------------- | --- | - | - | - | - | -- | -- | ---- |
| 1     | Italie         | 9   | 3 | 3 | 0 | 0 | 7  | 0  | +7   |
| 2     | Pays de Galles | 4   | 3 | 1 | 1 | 1 | 3  | 2  | +1   |
| 3     | Suisse         | 4   | 3 | 1 | 1 | 1 | 4  | 5  | -1   |
| 4     | Turquie        | 0   | 3 | 0 | 0 | 3 | 1  | 8  | -7   |

Source : UEFA
En cas d'égalité de points de plusieurs équipes à l'issue des matchs de groupe, les critères suivants sont appliqués dans l'ordre indiqué pour établir leur classement : Critères de départage en phase de groupes
En huitièmes de finale,
- Le vainqueur du Groupe A affrontera le deuxième du Groupe C.
- Le deuxième du Groupe A affrontera le deuxième du Groupe B.
- Le troisième du groupe A (s'il fait partie des quatre meilleurs troisièmes) affronterait le vainqueur du Groupe B, du Groupe E ou du Groupe F.

## Matchs
Pour les matchs à Rome, l'heure locale est indiquée (ITT alternée avec l'heure d'été d'Europe centrale, UTC+2). Pour les matchs à Bakou, l'heure locale est également indiquée (AZT, UTC+4).

### Turquie - Italie
| Match 1 (match d'ouverture) | Turquie | 0 - 3   | Italie                                                                              | Stadio Olimpico, Rome                                                      |                                                                            |
| 11 juin 2021 21h00          |         | (0 - 0) | 53e (csc) Demiral (Berardi ) · 66e Immobile (Spinazzola ) · 79e Insigne (Immobile ) | Spectateurs : 12 916 Arbitrage : Danny Makkelie Arbitre vidéo : Kevin Blom | Spectateurs : 12 916 Arbitrage : Danny Makkelie Arbitre vidéo : Kevin Blom |
| 11 juin 2021 21h00          | Rapport |         |                                                                                     | Spectateurs : 12 916 Arbitrage : Danny Makkelie Arbitre vidéo : Kevin Blom | Spectateurs : 12 916 Arbitrage : Danny Makkelie Arbitre vidéo : Kevin Blom |

| Turquie | Italie |

| TURQUIE :       |    |                   |     |     |
|                 |    |                   |     |     |
| Gardien de but  | 23 | Uğurcan Çakır     |     |     |
|                 | 13 | Umut Meraş        |     |     |
|                 | 4  | Çağlar Söyüncü    | 88e |     |
|                 | 3  | Merih Demiral     |     |     |
|                 | 2  | Zeki Çelik        |     |     |
|                 | 5  | Okay Yokuşlu      |     | 65e |
|                 | 10 | Hakan Çalhanoğlu  |     |     |
|                 | 11 | Yusuf Yazıcı      |     | 46e |
|                 | 6  | Ozan Tufan        |     | 64e |
|                 | 9  | Kenan Karaman     |     | 76e |
|                 | 17 | Burak Yılmaz      |     |     |
| Remplaçants :   |    |                   |     |     |
|                 | 7  | Cengiz Ünder      |     | 46e |
|                 | 22 | Kaan Ayhan        |     | 64e |
|                 | 21 | İrfan Can Kahveci |     | 65e |
|                 | 26 | Halil Dervişoğlu  | 90e | 76e |
| Sélectionneur : |    |                   |     |     |
| Şenol Güneş     |    |                   |     |     |

| ITALIE :        |    |                       |  |     |
|                 |    |                       |  |     |
| Gardien de but  | 21 | Gianluigi Donnarumma  |  |     |
|                 | 4  | Leonardo Spinazzola   |  |     |
|                 | 3  | Giorgio Chiellini     |  |     |
|                 | 19 | Leonardo Bonucci      |  |     |
|                 | 24 | Alessandro Florenzi   |  | 46e |
|                 | 5  | Manuel Locatelli      |  | 74e |
|                 | 8  | Jorginho              |  |     |
|                 | 18 | Nicolò Barella        |  |     |
|                 | 10 | Lorenzo Insigne       |  | 81e |
|                 | 17 | Ciro Immobile         |  | 81e |
|                 | 11 | Domenico Berardi      |  | 85e |
| Remplaçants :   |    |                       |  |     |
|                 | 2  | Giovanni Di Lorenzo   |  | 46e |
|                 | 16 | Bryan Cristante       |  | 74e |
|                 | 14 | Federico Chiesa       |  | 81e |
|                 | 9  | Andrea Belotti        |  | 81e |
|                 | 20 | Federico Bernardeschi |  | 85e |
| Sélectionneur : |    |                       |  |     |
| Roberto Mancini |    |                       |  |     |

| Assistants : Hessel Steegstra Jan de Vries Quatrième arbitre : Stéphanie Frappart Homme du match : Leonardo Spinazzola |

### Pays de Galles - Suisse
| Match 2                    | Pays de Galles       | 1 - 1   | Suisse                | Olimpiya Stadionu, Bakou                                                         |                                                                                  |
| 12 juin 2021 15h00 (17h00) | ( Morrell) Moore 74e | (0 - 0) | 49e Embolo (Shaqiri ) | Spectateurs : 8 782 Arbitrage : Clément Turpin Arbitre vidéo : François Letexier | Spectateurs : 8 782 Arbitrage : Clément Turpin Arbitre vidéo : François Letexier |
| 12 juin 2021 15h00 (17h00) | Rapport              |         |                       | Spectateurs : 8 782 Arbitrage : Clément Turpin Arbitre vidéo : François Letexier | Spectateurs : 8 782 Arbitrage : Clément Turpin Arbitre vidéo : François Letexier |

| Pays de Galles | Suisse |

| PAYS DE GALLES : |    |                |     |       |
|                  |    |                |     |       |
| Gardien de but   | 12 | Danny Ward     |     |       |
|                  | 22 | Chris Mepham   |     |       |
|                  | 4  | Ben Davies     |     |       |
|                  | 6  | Joe Rodon      |     |       |
|                  | 14 | Connor Roberts |     |       |
|                  | 10 | Aaron Ramsey   |     | 90+3e |
|                  | 7  | Joe Allen      |     |       |
|                  | 16 | Joe Morrell    |     |       |
|                  | 11 | Gareth Bale    |     |       |
|                  | 13 | Kieffer Moore  | 47e |       |
|                  | 20 | Daniel James   |     | 75e   |
| Remplaçants :    |    |                |     |       |
|                  | 19 | David Brooks   |     | 75e   |
|                  | 15 | Ethan Ampadu   |     | 90+3e |
| Sélectionneur :  |    |                |     |       |
| Rob Page         |    |                |     |       |

| SUISSE :          |    |                   |     |     |
|                   |    |                   |     |     |
| Gardien de but    | 1  | Yann Sommer       |     |     |
|                   | 5  | Manuel Akanji     |     |     |
|                   | 22 | Fabian Schär      | 30e |     |
|                   | 4  | Nico Elvedi       |     |     |
|                   | 13 | Ricardo Rodríguez |     |     |
|                   | 2  | Kevin Mbabu       | 63e |     |
|                   | 8  | Remo Freuler      |     |     |
|                   | 10 | Granit Xhaka      |     |     |
|                   | 23 | Xherdan Shaqiri   |     | 66e |
|                   | 9  | Haris Seferović   |     | 84e |
|                   | 7  | Breel Embolo      |     |     |
| Remplaçants :     |    |                   |     |     |
|                   | 6  | Denis Zakaria     |     | 66e |
|                   | 19 | Mario Gavranović  |     | 84e |
| Sélectionneur :   |    |                   |     |     |
| Vladimir Petković |    |                   |     |     |

| Assistants : Nicolas Danos Cyril Gringore Quatrième arbitre : Srđan Jovanović Homme du match : Breel Embolo |

### Turquie - Pays de Galles
| Match 14                   | Turquie | 0 - 2   | Pays de Galles                             | Olimpiya Stadionu, Bakou                                                              |                                                                                       |
| 16 juin 2021 18h00 (20h00) |         | (0 - 1) | 42e Ramsey (Bale ) · 90+5e Roberts (Bale ) | Spectateurs : 19 762 Arbitrage : Artur Soares Dias Arbitre vidéo : João Pinheiro (en) | Spectateurs : 19 762 Arbitrage : Artur Soares Dias Arbitre vidéo : João Pinheiro (en) |
| 16 juin 2021 18h00 (20h00) | Rapport |         |                                            | Spectateurs : 19 762 Arbitrage : Artur Soares Dias Arbitre vidéo : João Pinheiro (en) | Spectateurs : 19 762 Arbitrage : Artur Soares Dias Arbitre vidéo : João Pinheiro (en) |

| Turquie | Pays de Galles |

| TURQUIE :       |    |                   |       |     |
|                 |    |                   |       |     |
| Gardien de but  | 23 | Uğurcan Çakır     |       |     |
|                 | 13 | Umut Meraş        |       | 72e |
|                 | 4  | Çağlar Söyüncü    |       |     |
|                 | 22 | Kaan Ayhan        |       |     |
|                 | 2  | Zeki Çelik        |       |     |
|                 | 5  | Okay Yokuşlu      |       | 46e |
|                 | 7  | Cengiz Ünder      |       | 83e |
|                 | 6  | Ozan Tufan        |       | 46e |
|                 | 10 | Hakan Çalhanoğlu  | 90+2e |     |
|                 | 9  | Kenan Karaman     |       | 75e |
|                 | 17 | Burak Yılmaz      | 90+2e |     |
| Remplaçants :   |    |                   |       |     |
|                 | 3  | Merih Demiral     |       | 46e |
|                 | 11 | Yusuf Yazıcı      |       | 46e |
|                 | 25 | Mert Müldür       |       | 72e |
|                 | 26 | Halil Dervişoğlu  |       | 75e |
|                 | 21 | İrfan Can Kahveci |       | 83e |
| Sélectionneur : |    |                   |       |     |
| Şenol Güneş     |    |                   |       |     |

| PAYS DE GALLES : |    |                |       |       |
|                  |    |                |       |       |
| Gardien de but   | 12 | Danny Ward     |       |       |
|                  | 4  | Ben Davies     | 90+2e |       |
|                  | 6  | Joe Rodon      |       |       |
|                  | 22 | Chris Mepham   | 90+2e |       |
|                  | 14 | Connor Roberts |       |       |
|                  | 7  | Joe Allen      |       | 73e   |
|                  | 16 | Joe Morrell    |       |       |
|                  | 20 | Daniel James   |       | 90+4e |
|                  | 10 | Aaron Ramsey   |       | 85e   |
|                  | 11 | Gareth Bale    |       |       |
|                  | 13 | Kieffer Moore  |       |       |
| Remplaçants :    |    |                |       |       |
|                  | 15 | Ethan Ampadu   |       | 73e   |
|                  | 8  | Harry Wilson   |       | 85e   |
|                  | 3  | Neco Williams  |       | 90+4e |
| Sélectionneur :  |    |                |       |       |
| Rob Page         |    |                |       |       |

| Assistants : Rui Tavares Paulo Soares Quatrième arbitre : Bartosz Frankowski (en) Homme du match : Gareth Bale |

### Italie - Suisse
| Match 15           | Italie                                                                      | 3 - 0   | Suisse | Stadio Olimpico, Rome                                                                |                                                                                      |
| 16 juin 2021 21h00 | ( Berardi) Locatelli 26e · ( Barella) Locatelli 52e · ( Tolói) Immobile 89e | (1 - 0) |        | Spectateurs : 12 445 Arbitrage : Sergei Karasev Arbitre vidéo : Bastian Dankert (en) | Spectateurs : 12 445 Arbitrage : Sergei Karasev Arbitre vidéo : Bastian Dankert (en) |
| 16 juin 2021 21h00 | Rapport                                                                     |         |        | Spectateurs : 12 445 Arbitrage : Sergei Karasev Arbitre vidéo : Bastian Dankert (en) | Spectateurs : 12 445 Arbitrage : Sergei Karasev Arbitre vidéo : Bastian Dankert (en) |

| Italie | Suisse |

| ITALIE :        |    |                      |     |
|                 |    |                      |     |
| Gardien de but  | 21 | Gianluigi Donnarumma |     |
|                 | 4  | Leonardo Spinazzola  |     |
|                 | 3  | Giorgio Chiellini    | 24e |
|                 | 19 | Leonardo Bonucci     |     |
|                 | 2  | Giovanni Di Lorenzo  |     |
|                 | 5  | Manuel Locatelli     | 86e |
|                 | 8  | Jorginho             |     |
|                 | 18 | Nicolò Barella       | 87e |
|                 | 10 | Lorenzo Insigne      | 69e |
|                 | 17 | Ciro Immobile        |     |
|                 | 11 | Domenico Berardi     | 70e |
| Remplaçants :   |    |                      |     |
|                 | 15 | Francesco Acerbi     | 24e |
|                 | 14 | Federico Chiesa      | 69e |
|                 | 25 | Rafael Tolói         | 70e |
|                 | 12 | Matteo Pessina       | 86e |
|                 | 16 | Bryan Cristante      | 87e |
| Sélectionneur : |    |                      |     |
| Roberto Mancini |    |                      |     |

| SUISSE :          |    |                   |     |     |
|                   |    |                   |     |     |
| Gardien de but    | 1  | Yann Sommer       |     |     |
|                   | 5  | Manuel Akanji     |     |     |
|                   | 22 | Fabian Schär      |     | 58e |
|                   | 4  | Nico Elvedi       |     |     |
|                   | 13 | Ricardo Rodríguez |     |     |
|                   | 10 | Granit Xhaka      |     |     |
|                   | 8  | Remo Freuler      |     | 84e |
|                   | 2  | Kevin Mbabu       |     | 58e |
|                   | 23 | Xherdan Shaqiri   |     | 76e |
|                   | 7  | Breel Embolo      | 79e |     |
|                   | 9  | Haris Seferović   |     | 46e |
| Remplaçants :     |    |                   |     |     |
|                   | 19 | Mario Gavranović  | 49e | 46e |
|                   | 14 | Steven Zuber      |     | 57e |
|                   | 3  | Silvan Widmer     |     | 58e |
|                   | 11 | Ruben Vargas      |     | 76e |
|                   | 15 | Djibril Sow       |     | 84e |
| Sélectionneur :   |    |                   |     |     |
| Vladimir Petković |    |                   |     |     |

| Assistants : Igor Demeshko Maksim Gavrilin Quatrième arbitre : Michael Oliver Homme du match : Manuel Locatelli |

### Italie - Pays de Galles
| Match 25           | Italie                  | 1 - 0   | Pays de Galles | Stadio Olimpico, Rome                                                     |                                                                           |
| 20 juin 2021 18h00 | ( Verratti) Pessina 39e | (1 - 0) |                | Spectateurs : 11 541 Arbitrage : Ovidiu Hațegan Arbitre vidéo : Paweł Gil | Spectateurs : 11 541 Arbitrage : Ovidiu Hațegan Arbitre vidéo : Paweł Gil |
| 20 juin 2021 18h00 | Rapport                 |         |                | Spectateurs : 11 541 Arbitrage : Ovidiu Hațegan Arbitre vidéo : Paweł Gil | Spectateurs : 11 541 Arbitrage : Ovidiu Hațegan Arbitre vidéo : Paweł Gil |

| Italie | Pays de Galles |

| ITALIE :        |    |                       |     |     |
|                 |    |                       |     |     |
| Gardien de but  | 21 | Gianluigi Donnarumma  |     | 89e |
|                 | 13 | Emerson               |     |     |
|                 | 23 | Alessandro Bastoni    |     |     |
|                 | 19 | Leonardo Bonucci      |     | 46e |
|                 | 25 | Rafael Tolói          |     |     |
|                 | 6  | Marco Verratti        |     |     |
|                 | 8  | Jorginho              |     | 75e |
|                 | 12 | Matteo Pessina        | 79e | 87e |
|                 | 20 | Federico Bernardeschi |     | 75e |
|                 | 9  | Andrea Belotti        |     |     |
|                 | 14 | Federico Chiesa       |     |     |
| Remplaçants :   |    |                       |     |     |
|                 | 15 | Francesco Acerbi      |     | 46e |
|                 | 16 | Bryan Cristante       |     | 75e |
|                 | 22 | Giacomo Raspadori     |     | 75e |
|                 | 7  | Gaetano Castrovilli   |     | 87e |
| Gardien de but  | 1  | Salvatore Sirigu      |     | 89e |
| Sélectionneur : |    |                       |     |     |
| Roberto Mancini |    |                       |     |     |

| PAYS DE GALLES : |    |                |     |     |
|                  |    |                |     |     |
| Gardien de but   | 12 | Danny Ward     |     |     |
|                  | 15 | Ethan Ampadu   | 55e |     |
|                  | 6  | Joe Rodon      |     |     |
|                  | 2  | Chris Gunter   | 79e |     |
|                  | 3  | Neco Williams  |     | 86e |
|                  | 16 | Joe Morrell    |     | 60e |
|                  | 7  | Joe Allen      | 51e | 86e |
|                  | 14 | Connor Roberts |     |     |
|                  | 20 | Daniel James   |     | 74e |
|                  | 10 | Aaron Ramsey   |     |     |
|                  | 11 | Gareth Bale    |     | 86e |
| Remplaçants :    |    |                |     |     |
|                  | 13 | Kieffer Moore  |     | 60e |
|                  | 8  | Harry Wilson   |     | 74e |
|                  | 19 | David Brooks   |     | 86e |
|                  | 4  | Ben Davies     |     | 86e |
|                  | 23 | Dylan Levitt   |     | 86e |
| Sélectionneur :  |    |                |     |     |
| Rob Page         |    |                |     |     |

| Assistants : Radu Ghinguleac Sebastian Gheorghe Quatrième arbitre : Orel Grinfeld Homme du match : Federico Chiesa |

### Suisse - Turquie
| Match 26                   | Suisse                                                              | 3 - 1   | Turquie                   | Olimpiya Stadionu, Bakou                                                            |                                                                                     |
| 20 juin 2021 18h00 (20h00) | ( Zuber) Seferović 6e · ( Zuber) Shaqiri 26e · ( Zuber) Shaqiri 68e | (2 - 0) | 62e Kahveci (Çalhanoğlu ) | Spectateurs : 17 138 Arbitrage : Slavko Vinčić Arbitre vidéo : Bastian Dankert (en) | Spectateurs : 17 138 Arbitrage : Slavko Vinčić Arbitre vidéo : Bastian Dankert (en) |
| 20 juin 2021 18h00 (20h00) | Rapport                                                             |         |                           | Spectateurs : 17 138 Arbitrage : Slavko Vinčić Arbitre vidéo : Bastian Dankert (en) | Spectateurs : 17 138 Arbitrage : Slavko Vinčić Arbitre vidéo : Bastian Dankert (en) |

| Suisse | Turquie |

| SUISSE :          |    |                   |     |       |
|                   |    |                   |     |       |
| Gardien de but    | 1  | Yann Sommer       |     |       |
|                   | 13 | Ricardo Rodríguez |     |       |
|                   | 5  | Manuel Akanji     |     |       |
|                   | 4  | Nico Elvedi       |     |       |
|                   | 14 | Steven Zuber      |     | 85e   |
|                   | 10 | Granit Xhaka      | 78e |       |
|                   | 8  | Remo Freuler      |     |       |
|                   | 3  | Silvan Widmer     |     | 90+2e |
|                   | 23 | Xherdan Shaqiri   |     | 75e   |
|                   | 7  | Breel Embolo      |     | 85e   |
|                   | 9  | Haris Seferović   |     | 75e   |
| Remplaçants :     |    |                   |     |       |
|                   | 19 | Mario Gavranović  |     | 75e   |
|                   | 11 | Ruben Vargas      |     | 75e   |
|                   | 17 | Loris Benito      |     | 85e   |
|                   | 18 | Admir Mehmedi     |     | 85e   |
|                   | 2  | Kevin Mbabu       |     | 90+2e |
| Sélectionneur :   |    |                   |     |       |
| Vladimir Petković |    |                   |     |       |

| TURQUIE :       |    |                   |     |     |
|                 |    |                   |     |     |
| Gardien de but  | 23 | Uğurcan Çakır     |     |     |
|                 | 25 | Mert Müldür       |     |     |
|                 | 4  | Çağlar Söyüncü    | 76e |     |
|                 | 3  | Merih Demiral     |     |     |
|                 | 2  | Zeki Çelik        | 75e |     |
|                 | 22 | Kaan Ayhan        |     | 63e |
|                 | 10 | Hakan Çalhanoğlu  | 70e | 86e |
|                 | 21 | İrfan Can Kahveci |     | 80e |
|                 | 6  | Ozan Tufan        |     | 63e |
|                 | 7  | Cengiz Ünder      |     | 80e |
|                 | 17 | Burak Yılmaz      |     |     |
| Remplaçants :   |    |                   |     |     |
|                 | 11 | Yusuf Yazıcı      |     | 63e |
|                 | 5  | Okay Yokuşlu      |     | 63e |
|                 | 19 | Orkun Kökçü       |     | 80e |
|                 | 9  | Kenan Karaman     |     | 80e |
|                 | 8  | Dorukhan Toköz    |     | 86e |
| Sélectionneur : |    |                   |     |     |
| Şenol Güneş     |    |                   |     |     |

| Assistants : Tomaž Klančnik Andraž Kovačič Quatrième arbitre : Andreas Ekberg Homme du match : Xherdan Shaqiri |

## Homme du match
| Match | Résultats      | Résultats | Résultats      | Homme du match      |
| ----- | -------------- | --------- | -------------- | ------------------- |
| 1     | Turquie        | 0 - 3     | Italie         | Leonardo Spinazzola |
| 2     | Pays de Galles | 1 - 1     | Suisse         | Breel Embolo        |
| 14    | Turquie        | 0 - 2     | Pays de Galles | Gareth Bale         |
| 15    | Italie         | 3 - 0     | Suisse         | Manuel Locatelli    |
| 25    | Italie         | 1 - 0     | Pays de Galles | Federico Chiesa     |
| 26    | Suisse         | 3 - 1     | Turquie        | Xherdan Shaqiri     |

## Statistiques

### Classement des buteurs
2 buts   
- Ciro Immobile
- Manuel Locatelli
- Xherdan Shaqiri

1 but  
- Lorenzo Insigne
- Matteo Pessina
- Kieffer Moore
- Aaron Ramsey
- Connor Roberts
- Breel Embolo
- Haris Seferović
- İrfan Can Kahveci

1 but contre son camp  
- Merih Demiral (face à l'Italie)

### Classement des passeurs
3 passes 
- Steven Zuber

2 passes 
- Domenico Berardi (dont un sur  (csc))
- Gareth Bale

1 passe 
- Nicolò Barella
- Ciro Immobile
- Leonardo Spinazzola
- Rafael Tolói
- Marco Verratti
- Joe Morrell
- Xherdan Shaqiri
- Hakan Çalhanoğlu